# Поучение Аменемхета
Поучение Аменемхета (также известное как «Учение царя Амменема I своему сыну Сесострису») — короткая древнеегипетская поэма в жанре себайт, написанная в период раннего Среднего царства. Поэма представляет собой драматический монолог, произнесённый призраком убитого фараона XII династии Аменемхета I своему сыну Сенусрету I. В нём описывается заговор, в результате которого был убит Аменемхет и содержится наказ сыну никому не доверять. Поэма представляет собой своеобразную апологию деяний старого царя. Он заканчивается призывом к Сенусрету взойти на трон и мудро править вместо Аменемхета.

## Авторство
«Поучение», возможно, было написано по приказу Сенусрета с целью восхваления своего отца и узаконивания его притязаний на престол. Несколько столетий спустя, в Папирусе IV Нового царства Честера Битти, авторство поэмы было приписано «первейшему из писцов» Хети.
Основным источником этого текста является папирус Миллинген, скопированный А. Пейроном в 1843 году. Оригинал в настоящее время утрачен. Сохранились деревянные таблички с частями «Наставления», относящиеся к XVIII династии, а также фрагменты папируса и остракона Нового царства.

## Содержание
В начале «Поучения» указан автор — «покойный царь Верхнего и Нижнего Египта Сехетепибр, сын Ра Аменемхета», и утверждается, что это совет Аменемхета своему сыну о том, как сохранить своё царствование и процветание. Затем царь предупреждает сына, чтобы тот никому не доверял, поскольку даже те, кому он помогал, отказали ему в поддержке, и объясняет, что он был убит собственной стражей, когда находился в постели. Вкратце описываются его действия в Египте, рассказывается о военных успехах и строительных достижениях. В конце «Поучений» даётся благословение его сыну Сенусрету и совет, как ему править.

## Влияние
Этот манускрипт является одним из самых ранних упоминаний об «азиатах». Позднейшие фараоны копировали части более древних записей, чтобы узаконить свои деяния. Фараон 25-й династии Пианхи почти дословно скопировал фрагменты из «Поучения Аменемхета». Поэма всё ещё читалась в V веке до н. э., примерно через 1500 лет после её написания.